# بروئر هیل (ویرجینیای غربی)
بروئر هیل (به انگلیسی: Brewer Hill) یک منطقهٔ مسکونی در ایالات متحده آمریکا است که در شهرستان مونونگالیا، ویرجینیای غربی واقع شده‌است. بروئر هیل ۲۸۵٫۹۱ متر بالاتر از سطح دریا واقع شده‌است.